# Звід законів Російської імперії
Зведення законів Російської імперії рос. Свод законов Российской империи — офіційне зібрання розташованих в тематичному порядку діючих законодавчих актів Російської імперії, створене за ініціативою імператора Миколи I.

## Історія видання
До видання цього «Зведення законів Російської імперії» не лише приватні особи, але й чиновники з урядових установ, інколи стикалися з відсутністю вичерпної інформації про вміст чинного права. Рішення про видання «Зведення законів Російської імперії» було прийняте в 1826.
Перше видання «Зведення законів Російської імперії» відбулося в 1832 р., подальші — в 1842 і 1857 роках (загалом 15 томів). Зокрема, том 1 — «Основные государственные законы Российской империи», том 3 — «Уставы о службе гражданской», том 9 — «Законы о состояниях (сословиях)», том 15 — «Уложение о наказаниях». У 1885 р. був виданий додатковий XVI том, де містилося процесуальне законодавство.
Між виданнями «Свода законов…» виходили щорічні й зведені (за декілька років) Продовження з вказівкою скасованих і змінених статей. Після 1857 р. «Свод законов…» повністю не перевидавався, але виходили окремі томи (так звані неповні видання «Свода законов…»).
Громіздкість видання «Зведення законів…», рідкі перевидання невеликими накладами обумовили з кінця XIX століття появу так званих неофіційних видань «Зведення законів…». Найкращим було неофіційне видання в 4-х книгах (Санкт-Петербург, 1913). Після 1917 деякі законодавчі матеріали, що містилися в «Зведенні законів…», піддалися переробці, але основна частина статей залишилася без змін і діяла до Жовтневого перевороту 1917, а на територіях, контрольованих білими, — аж до закінчення громадянської війни.
Своєрідність «Зведення законів…» полягала в тому, що далеко не завжди базові російські правові акти спочатку були оформлені як кодекси, а подальші доповнення до них також часто не були оформлені як поправки (в них не повідомлялося прямо, які частини раніше чинних актів відмінялися і таке інше).
Практичне користування записаними законами було проблематичним. Спочатку, простіше й найзручніше було навести довідки по «Зведенні законів…». Щоб перевірити, чи немає змін після останнього видання «Зведення законів…», треба було перевірити або «Повне зібрання законів…» за подальші роки, або Продовження до «Зведення законів…». За останні два-три роки, за яких ще не вийшов том «Повного зібрання…» або Продовження, слід було переглянути підшивку «Собрания узаконений…». Практикуючі юристи виписували по два примірники «Собрания узаконений…», вирізували з одного екземпляра потрібні акти, і підклеювали їх в томи «Свода законов…».

## Зведення законів 1857 року
«Зведення законів…» видання 1857 року — останнє повне і зв'язне кодифікування законодавства імператорської Росії. «Зведення…» написане простою мовою, характерною для епохи Олександра I і Миколи I. Спеціальні юридичні терміни практично відсутні в тексті, тому тексти були легкозрозумілими для більшості користувачів. Досить простою є й структура «Зведення…», що полегшувало користування всими складовими правового довідника.
З початком епохи Великих реформ право ускладнюється й виникає потреба частіше додавати або змінювати існуючі законодавчі статті, тому первинну ідею «Зведення…» — зберігати існуючу структуру томів, частин і книг стало важко реалізувати.
1. Том I, частина I, 56 с. «Основные Государственные Законы». (1.3Mb)
частина II, 960 с. «Учреждения государственные». (30.1 Mb)
Книга I. Учреждение Государственного Совета.
Книга II. Учреждения Комитета Министров и Комитетов Кавказского и Сибирского
Книга III. Учреждение Правительствующего Сената.
Книга IV. Учреждения Министерств.
Книга V. Учреждение Комиссии Прошений.
Книга VI. Учреждение орденов и других знаков отличия.
2. Том II, частина I, 1470 с. «Общее губернское Учреждение». (44.8 Mb)
Книга I. Общее Образование Управления в губерниях.
Книга II. Учреждения властей и мест губернских.
Книга III. Учреждения властей и мест уездных.
Книга IV. Учреждения властей и мест городских.
Книга V. Учреждения властей и мест волостных и сельских.
Книга VI. Учреждения удельного управления в губерниях.
частина II, 748 с. «Особенные губернские Учреждения». (20.3 Mb)
Книга I. Учреждение Управления Сибирских губерний и областей.
Книга II. Учреждение Управления Ставропольской губернии.
Книга III. Учреждение Управления Закавказского края.
Книга IV. Учреждение Управления Бессарабской области.
Книга V. Учреждение Управления Градоначальств.
Книга VI. Учреждение Гражданского Управления казаков.
Книга VII. Учреждение Управления инородцев.
3. Том III, 1416 с. «Уставы о Службе Гражданской». (41.0 Mb)
Книга I. Устав о Службе Гражданской по определению от правительства.
Книга II. Устав о Службе Гражданской по выборам.
Книга III. Устав о Пенсиях и единовременных пособиях.
4. Том IV, 846 с. «Уставы о Повинностях». (25.1 Mb)
Книга I. Уставы Рекрутские.
Книга II. Уставы о Земских Повинностях.
5. Том V, 833 с. «Уставы о Податях, о Пошлинах, и о Сборах с Питей, с Свеклосахарного
Производства, и с Табаку». (23.9 ::: Mb)
Книга I. Устав о Податях.
Книга II. Устав о Пошлинах.
Книга III. Устав о Сборах и Акцизах с Питей.
Книга IV. Устав об Акцизе с Свеклосахарного Производства.
Книга V. Устав об Акцизе с Табаку.
6. Том VI, 840 с. «Уставы Таможенные». (21.1 Mb)
Книга I. Устав Таможенный по Европейской торговле.
Книга II. Устав Таможенный по Азиатской торговле.
7. Том VII, 696 с. «Уставы Монетный, Горный и о Соли». (23.0 Mb)
Книга I. Устав Монетный.
Книга II. Устав Горный.
Книга III. Устав о Соли.
8. Том VIII, частина I, 718 с. «Уставы Лесной, Оброчных статей и Устав Казенных Населенных Имений в Западных и
Прибалтийских губерниях». (20.3 Mb)
Книга I. Устав Лесной.
Книга II. Устав о Казенных Оброчных Статьях.
Книга III. Устав о Управлении Казенных Населенных Имений в Западных и
Прибалтийских губерниях.
частина II, 752 с. «Уставы Счетные». (19.8 Mb)
Книга I. Общий Устав Счетный.
Книга II. Счетный Устав Министерства Финансов.
Книга III. Счетный Устав Министерства Государственных Имуществ.
Книга IV. Счетный Устав Министерства Внутренних дел.
Книга V. Счетный Устав Министерства Народного Просвещения.
Книга VI.Счетный Устав Главного Управления Путей Сообщения и Публичных зданий.
Книга VII. Счетный Устав Главного Управления Почт.
Книга VIII. Счетный Устав Министерства Юстиции.
Книга IX. Счетный Устав Министерства Иностранных Дел.
Книга X. Счетный Устав мест и властей, подведомственных Святейшему Синоду.
Книга XI. Счетные правила особых установлений, от ревизии Государственного
Контроля не изъятых.
Книга XII. Счетные правила Министерства Императорского Двора.
Книга XIII. Счетные правила ведомства учреждений Императрицы Марии.
9. Том IX, 572 с. «Законы о состояниях». (15.1 Mb)
Книга I. О разного рода состояниях, и различии прав им присвоенных.
Книга II. Об актах состояний.
10. Том X, частина I, 604 с. «Законы гражданские». (22.2 Mb)
Книга I. О правах и обязанностях семейственных.
Книга II. О порядке приобретения и укрепления прав на имущества вообще.
Книга III. О порядке приобретения и укрепления прав на имущества в особенности.
Книга IV. Об обязательствам по договорам.
частина II, 525 с. «Законы о судопроизводстве и взысканиях гражданских». (14.3 Mb)
Книга I. О производстве гражданского суда в делах безспорных.
Книга II. О производстве гражданского суда в делах спорных.
Книга III. О мерах гражданских взысканий.
частина III, 343 с. «Законы межевые». (9.4 Mb)
Книга I. Учреждения мест и властей межевых.
Книга II. Устав о производстве межевания.
Книга III. Устав о судопроизводстве и взысканиях межевых.
11. Том XI, частина I, 266 с. «Уставы духовных дел иностранных исповеданий». (8.0 Mb)
Книга I. О управлении духовных дел Христиан Римско-Католического исповедания.
Книга II. О управлении духовных дел Христиан Протестантского исповедания.
Книга III. О управлении духовных дел Христиан Армяно-Грегорианского исповедания.
Книга IV. О управлении духовных дел Евреев.
Книга V. О управлении духовных дел Магометан.
Книга VI. О управлении духовных дел Ламаитов и язычников.
частина II, 1239 с. «Уставы Кредитный, Торговый, о Промышленности
Фабричной и Заводской, и Устав Ремесленный». (28.2 Mb)
Книга I. Учреждения и Уставы Кредитные.
Книга II. Учреждения и Уставы Торговые.
Книга III. Устав о Промышленности Фабричной и Заводской.
Книга IV. Устав Ремесленный.
12. Том XII, частина I, 664 с. «Уставы Путей Сообщения, Почтовый, Телеграфический, Строительный, и Пожарный».
(17.9 Mb)
Книга I. Учреждения и Уставы Путей сообщения.
Книга II. Учреждения и Уставы Почтовые.
Книга III. Устав Телеграфический.
Книга IV. Учреждения и Уставы Строительные.
Книга V. Устав Пожарный.
частина II, 591 с. «Уставы о Городском и Сельском Хозяйстве, о
Благоустройстве в Казенных и Казачьих Селениях, и о Колониях Иностранцев в
Империи». (15.7 Mb)
Книга I. Уставы о Городском и Сельском Хозяйстве.
Книга II. Уставы о Благоустройстве в Казенных Селениях.
Книга III. Уставы о Благоустройстве в Казачьих Селениях.
Книга IV. Учреждения и Уставы о Колониях Иностранцев в Империи.
13. Том XIII, 996 с. «Уставы о Народном Продовольствии, Общественном Призрении, и Врачебные». (31.2 Mb)
Книга I. Учреждения и Уставы о Народном продовольствии.
Книга II. Учреждения и Уставы о Общественном Призрении.
Книга III. Учреждения и Уставы Врачебные по гражданской части.
14. Том XIV, 909 с. «Уставы о Паспортах, о Предупреждении Преступлений, о Цензуре, о
Содержащихся под Стражею, и о Ссыльных». (34.5 Mb)
Книга I. Устав о Паспортах и Беглых.
Книга II. Устав Цензурный.
Книга III. Устав о Предупреждении и Пресечении Преступлений.
Книга IV. Учреждения и Уставы о Содержащихся под Стражею в тюрьмах и разных
исправительных заведениях.
Книга V. Учреждения и Уставы о Ссыльных.
15. Том XV, 964 с. «Законы уголовные». (28.2 Mb)
Книга I. Уложение о Наказаниях уголовных и исправительных.
Книга II. Законы о Судопроизводстве по делам о преступлениям и проступкам.